# Please Don't Be Dead
Please Don't Be Dead è il terzo album in studio del cantautore americano Fantastic Negrito. L'album è stato rilasciato il 15 giugno 2018. L'album ha vinto un Grammy Award come miglior album di blues contemporaneo al 61° Grammy Awards.
L'album ha ricevuto da Metacritic un punteggio di 75 basato su 7 critici, indicando recensioni generalmente favorevoli.

## Tracce
1. Plastic Hamburgers – 3:37
2. Bad Guy Necessity – 3:58
3. A Letter to Fear – 4:04
4. A Boy Named Andrew – 4:22
5. Transgender Biscuits – 3:02
6. The Suit That Won't Come Off – 4:00
7. A Cold November Street – 3:51
8. The Duffler – 3:39
9. Dark Windows – 3:40
10. Never Give Up – 1:06
11. Bullshit Anthem – 3:15